# Spreekwoorddeksel
Een spreekwoord(en)deksel of potdeksel (Ibinda: Mabaia Mazungu) is een houten schijf waarin met haut-reliëf figuren zijn aangebracht die spreekwoorden en gezegden uitbeelden. Deze werden vroeger gebruikt in de Angolese exclave Cabinda en langs de benedenloop van de rivier de Kongo bij de sprekers van het Ibinda (vroeger Fiote genoemd), de Wili en Woyo (allen Bantoevolken) door de vrouwen als vorm van communicatie met hun echtgenoten.

## Functie binnen de gemeenschap
Spreekwoorddeksels werden bij het huwelijk door de moeder, tantes en/of grootmoeder van de bruid aan haar gegeven zodat zij er boodschappen mee kon doorgeven aan haar man bij echtelijke onenigheid. Wanneer ze het daarvoor toepasselijke spreekwoorddeksel had, zette ze dit op de kookpot van haar afzonderlijk etende man, zodat deze de boodschap meekreeg; een klacht (bv. "je bent lui" of "je geeft me onvoldoende kleren"), smeekbede ("geef me kinderen") of andersoortige mening. Het liefst gebeurde dit in aanwezigheid van anderen, zoals de vrienden van de man (maar soms ook de dorpswijze die reeds van de onenigheid afwist), zodat de onenigheid publiek werd en de publieke opinie een rol ging spelen in de onenigheid om zo te proberen het conflict samen te kunnen bijleggen. Wanneer de vrouw geen toepasselijk spreekwoorddeksel had, ging ze naar een houtsnijder om samen een deksel te ontwerpen en deze vervolgens ter betaling (in goederen) te laten maken. Kwamen ze er samen niet uit, dan werd de dorpswijze om hulp gevraagd. De spreekwoorden en gezegden op de deksels vertelden de wijsheden die door de voorouderen waren verzameld, mensen die binnen deze volkeren de hoogste morele autoriteit vormden na hun goden. De deksels vormden een manier om deze wijsheden door te geven aan het nageslacht.

## Verzamelaar pater Jan Vissers
Missionaris pater Jan Vissers (van de CSSp) deed onderzoek onder de Ibinda-sprekers van Cabinda en nam in 1952 138 van deze spreekwoorddeksels mee naar Nederland, waar ze grotendeels (73) als Afrikaanse kunst werden ondergebracht in het Afrika Museum en een ander deel in het Rijksmuseum Volkenkunde. In België bevinden zich Woyo-spreekwoorddeksels uit Congo-Kinshasa (Kongo-Central/Neder-Congo) in het Koninklijk Museum voor Midden-Afrika.
Volgens Vissers was het fenomeen waarschijnlijk ontstaan rond 1900. In 1947 schreef hij dat het een uitstervend fenomeen was omdat de jongere vrouwen andere potdeksels gingen gebruiken. Hij maakte er daarom een sport van deze te verzamelen voor het nageslacht. De spreekwoorddeksels die hij verzamelde hadden een gemiddelde doorsnede van 18 cm en waren gesneden uit hout van de Ricinodendron heudelotii subsp. africanum (lokaal bekend als sa-sanga of Sanga Sanga). De spreekwoordendeksels werden gemaakt door soms gehandicapte mannen die hiervoor vanaf kinds aan werden opgeleid en zo toch hun steentje konden bijdragen aan de gemeenschap.